# الزرانيق

تعديل مصدري - تعديل

الزرانيق هي إحدى قرى عزلة جعار بمديرية خنفر التابعة لمحافظة أبين، بلغ تعداد سكانها 135 نسمة حسب تعداد اليمن لعام 2004.